# Adaina planaltina
Adaina planaltina là một loài bướm đêm trong họ Pterophoridae. Loài bướm đêm này được tìm thấy ở Brazil (Distrito Federal). Con trưởng thành có sải cánh dài 14 mm. Đầu màu trắng vàng. Cánh trước màu trắng vàng với các vết nâu đậm và rìa trắng hơi nâu. Phía dưới màu nâu xám. Cánh sau màu xám nâu nhạt với các rìa trắng hơi nâu, phía dưới màu nâu xám. Con trưởng thành bay vào tháng 8 trong năm.